# Alexandre de Moraes
Pour les articles homonymes, voir De Moraes.
Alexandre de Moraes, né le 13 décembre 1968 à São Paulo, est un juriste, juge et homme politique brésilien. Ministre de la Justice de 2016 à 2017 sous la présidence de Michel Temer, il est nommé par ce dernier en 2017 au Tribunal suprême fédéral, lequel le désigne le 2 juin 2020 pour siéger au Tribunal supérieur électoral (TSE), dont il devient président le 16 août 2022.

## Biographie

### Origines, vie personnelle et études
Alexandre de Moraes est le fils d'un avocat et d'une femme au foyer. Marié à une avocate et père de trois enfants, il est un « pur produit de l’élite de São Paulo »[réf. nécessaire]. Il suit des études à la faculté de droit de l'université de São Paulo, dont il sort diplômé en 1990,, avant d’en devenir docteur en droit public puis post-doctorant en droit constitutionnel. En 1991, il arrive premier au concours du ministère public de São Paulo.

### Carrière professionnelle
Procureur durant une décennie, il publie en 1997 un livre de droit constitutionnel vendu à plus de 700 000 exemplaires.
Il est professeur associé à l’université de São Paulo et exerce un magistère à l’université presbytérienne Mackenzie. Il enseigne également à l’École supérieure du ministère public de São Paulo et à l’École paulista de la magistrature.

### Carrière politique
Engagé à droite, il a été membre du Parti de la social-démocratie brésilienne (PSDB). En 2002, il est nommé secrétaire à la Justice de l’État de São Paulo par le gouverneur Geraldo Alckmin. En 2005, il intègre le Conseil national de justice créé par le président Lula. En 2007, il devient secrétaire aux Transports de la municipalité de São Paulo, dirigée par Gilberto Kassab. En 2015, Geraldo Alckmin, réélu gouverneur de l'État de São Paulo, le nomme secrétaire à la Sécurité publique. En 2016, il devient ministre de la Justice du Brésil au sein du gouvernement par intérim de Michel Temer,.
Comme ministre, il défend une politique de « tolérance zéro ». Il dénonce les supposées « attitudes criminelles » des mouvements de gauche et justifie les violences policières. Il est au centre d'une controverse lorsque le quotidien Estadão publie une enquête affirmant qu'il est intervenu pour défendre la coopérative Transcooper, suspectée d’être liée au principal groupe de trafiquants de drogue du Brésil, le Premier commando de la capitale (PCC), ce qu'il nie.

### Juge au Tribunal suprême fédéral
Le 7 février 2017, alors qu'il est ministre de la Justice, le président Michel Temer le nomme juge au Tribunal suprême fédéral, en remplacement du juge Teori Zavascki, victime d'un accident d’avion. Il est confirmé par le Parlement le 22 février et prend ses fonctions le 22 mars suivant.
Sous la présidence de Jair Bolsonaro, il est rapporteur des principales enquêtes visant directement le chef de l’État ou son cercle proche. Cela lui vaut de fortes inimitiés avec le pouvoir en place, qui le décrit comme le « mensonge personnifié ». Jair Bolsonaro adresse au Sénat une demande en destitution du juge qui est rejetée au nom de la séparation des pouvoirs, tandis qu'Alexandre de Moraes est visé quotidiennement par des menaces de mort puis par des manifestations de partisans du chef de l’État. Les rapports entre Jair Bolsonaro et Alexandre de Moraes s'améliorent ensuite grâce à une médiation de Michel Temer.

### Président du Tribunal supérieur électoral
Alexandre de Moraes joue un rôle déterminant pendant la période tendue du processus électoral et post-électoral de 2022 et 2023. Ainsi, dès le 1er novembre 2022, alors que de nombreuses routes sont bloquées par des éléments pro-Bolsonaro contestant la victoire de Lula acquise le 30 octobre, il ordonne à la police routière fédérale de mettre un terme aux blocages sous peine d’une amende de 100 000 réaux par heure à l’encontre de son directeur général, dont l’engagement bolsonariste est notoire. Ces blocages, déclare-t-il, résultent d’une « action coordonnée de groupes organisés » et de fait il est « impérieux d’identifier immédiatement les personnes impliquées et d’adopter des mesures d’urgence pour réprimer ces comportements ».
Le 12 décembre 2022, Alexandre de Moraes remet, conformément au code électoral, le diplôme du TSE signé de sa main au président élu Luiz Inácio Lula da Silva et au vice-président élu Geraldo Alckmin. Bien au-delà d’une cérémonie protocolaire, cette remise de diplôme atteste que les candidats ont été effectivement élus par le peuple et qu’ils sont habilités à exercer leur mandat dès la cérémonie d’investiture du 1er janvier suivant.
Mais les partisans du président vaincu ne désarment pas. Le 8 janvier 2023, des milliers de bolsonaristes convergent vers la place des Trois-Pouvoirs à Brasilia et se livrent à un saccage en règle des bâtiments abritant les institutions : le pouvoir exécutif (palais du Planalto), le législatif (Congrès national) et le judiciaire (Tribunal suprême fédéral). En sus des décisions d’urgence prises par l’exécutif, Alexandre de Moraes promulgue une mesure de suspension du gouverneur du District Fédéral, Ibaneis Rocha, pour une durée initiale de trois mois. Dans son arrêté, Moraes fait état d’une attitude « intentionnellement omissive » dudit Rocha, ajoutant « qu’absolument rien ne justifiait le manquement et la connivence du secrétaire à la sécurité publique et du gouverneur du District fédéral avec des criminels qui avaient précédemment annoncé qu’ils commettraient des actes de violence contre les Pouvoirs constitués ».